# 君に出逢えてありがとう
「君に出逢えてありがとう」（きみにであえてありがとう）はMiss Mondayのシングル。2004年10月6日発売。3rdアルバム「miss rainbow」収録。

## 概要
テレビ東京「未来モデル」のテーマ曲として半年以上オンエアされ続けた本作。制作はLAの最重要HIPHOPプロデューサーの一人SpaceboyBoogieXによって行われた。なんと松田聖子「愛されたいの」がサンプリング使用されている。後のインタビューで「日本にThe Pharcydeとツアーした時に群馬の古レコード屋さんで日本の歌謡曲のレコードを箱買いしたんだ。2〜3箱ね。その中の1枚を使用して楽曲を作ったんだ」と語っている。なお収録曲としてかわいいスカ風のビートに施されたリミックスバージョンも収録。

## 収録曲
1. 君に出逢えてありがとう
2. 君に出逢えてありがとう remix
3. NATURAL remix

## 収録アルバム
- オリジナル『miss rainbow』（2004年11月3日）